# Lachamp-Ribennes
Lachamp-Ribennes  est une commune française, située dans le département de la Lozère en région Occitanie.
De statut administratif commune nouvelle, elle est issue du regroupement le 1er janvier 2019 des communes de Lachamp et Ribennes.

## Géographie
C'est une zone très rurale et montagneuse, située dans le sud du Massif central, dans le département de la Lozère, le moins peuplé de France. Il y a deux villages, à savoir Lachamp et Ribennes, situés entre Mende et Marvejols, les deux plus grandes villes du département.
Lachamp est, malgré sa très faible population (environ 170 habitants), le plus grand des deux villages. On y trouve une mairie, une église et une école primaire.
Ribennes est plus petit que Lachamp (environ 150 habitants). On y trouve une église.

### Communes limitrophes
Les communes limitrophes sont  Gabrias, Montrodat, Monts-de-Randon, Peyre en Aubrac, Recoules-de-Fumas, Saint-Gal, Saint-Léger-de-Peyre et Serverette.
| Peyre en Aubrac      | Serverette       | Saint-Gal       |
| Recoules-de-Fumas    | Lachamp-Ribennes | Monts-de-Randon |
| Saint-Léger-de-Peyre | Montrodat        | Gabrias         |

### Climat
Pour des articles plus généraux, voir Climat de l'Occitanie et Climat de la Lozère.
En 2010, le climat de la commune est de type climat océanique altéré, selon une étude s'appuyant sur une série de données couvrant la période 1971-2000. En 2020, Météo-France publie une typologie des climats de la France métropolitaine dans laquelle la commune est exposée à un climat de montagne ou de marges de montagne et est dans la région climatique Sud-est du Massif Central, caractérisée par une pluviométrie annuelle de 1 000 à 1 500 mm, minimale en été, maximale en automne.
Pour la période 1971-2000, la température annuelle moyenne est de 7,2 °C, avec une amplitude thermique annuelle de 15,8 °C. Le cumul annuel moyen de précipitations est de 894 mm, avec 9,8 jours de précipitations en janvier et 6,5 jours en juillet. Pour la période 1991-2020, la température moyenne annuelle observée sur la station météorologique la plus proche, située sur la commune de Monts-de-Randon à 6 km à vol d'oiseau, est de 5,9 °C et le cumul annuel moyen de précipitations est de 911,2 mm,. Pour l'avenir, les paramètres climatiques de la commune estimés pour 2050 selon différents scénarios d'émission de gaz à effet de serre sont consultables sur un site dédié publié par Météo-France en novembre 2022.

## Urbanisme

### Typologie
Au 1er janvier 2024, Lachamp-Ribennes est catégorisée commune rurale à habitat très dispersé, selon la nouvelle grille communale de densité à sept niveaux définie par l'Insee en 2022.
Elle est située hors unité urbaine. Par ailleurs la commune fait partie de l'aire d'attraction de Mende, dont elle est une commune de la couronne,. Cette aire, qui regroupe 31 communes, est catégorisée dans les aires de moins de 50 000 habitants,.

### Risques majeurs
Le territoire de la commune de Lachamp-Ribennes est vulnérable à différents aléas naturels : météorologiques (tempête, orage, neige, grand froid, canicule ou sécheresse), inondations, feux de forêts et séisme (sismicité faible). Il est également exposé à un risque technologique, la rupture d'un barrage, et à un risque particulier : le risque de radon. Un site publié par le BRGM permet d'évaluer simplement et rapidement les risques d'un bien localisé soit par son adresse soit par le numéro de sa parcelle.

#### Risques naturels
Certaines parties du territoire communal sont susceptibles d’être affectées par le risque d’inondation par débordement de cours d'eau, notamment la Colagne. La commune a été reconnue en état de catastrophe naturelle au titre des dommages causés par les inondations et coulées de boue survenues en 1982, 1994 et 2003,.
Lachamp-Ribennes est exposée au risque de feu de forêt. Un plan départemental de protection des forêts contre les incendies (PDPFCI) a été approuvé en décembre 2014 pour la période 2014-2023. Les mesures individuelles de prévention contre les incendies sont précisées par divers arrêtés préfectoraux et s’appliquent dans les zones exposées aux incendies de forêt et à moins de 200 mètres de celles-ci. L’arrêté du 23 mars 2018, complété par un arrêté de 2020, réglemente l'emploi du feu en interdisant notamment d’apporter du feu, de fumer et de jeter des mégots de cigarette dans les espaces sensibles et sur les voies qui les traversent sous peine de sanctions. L'arrêté du 23 août 2021, abrogeant un arrêté de 2002, rend le débroussaillement obligatoire, incombant au propriétaire ou ayant droit,,.

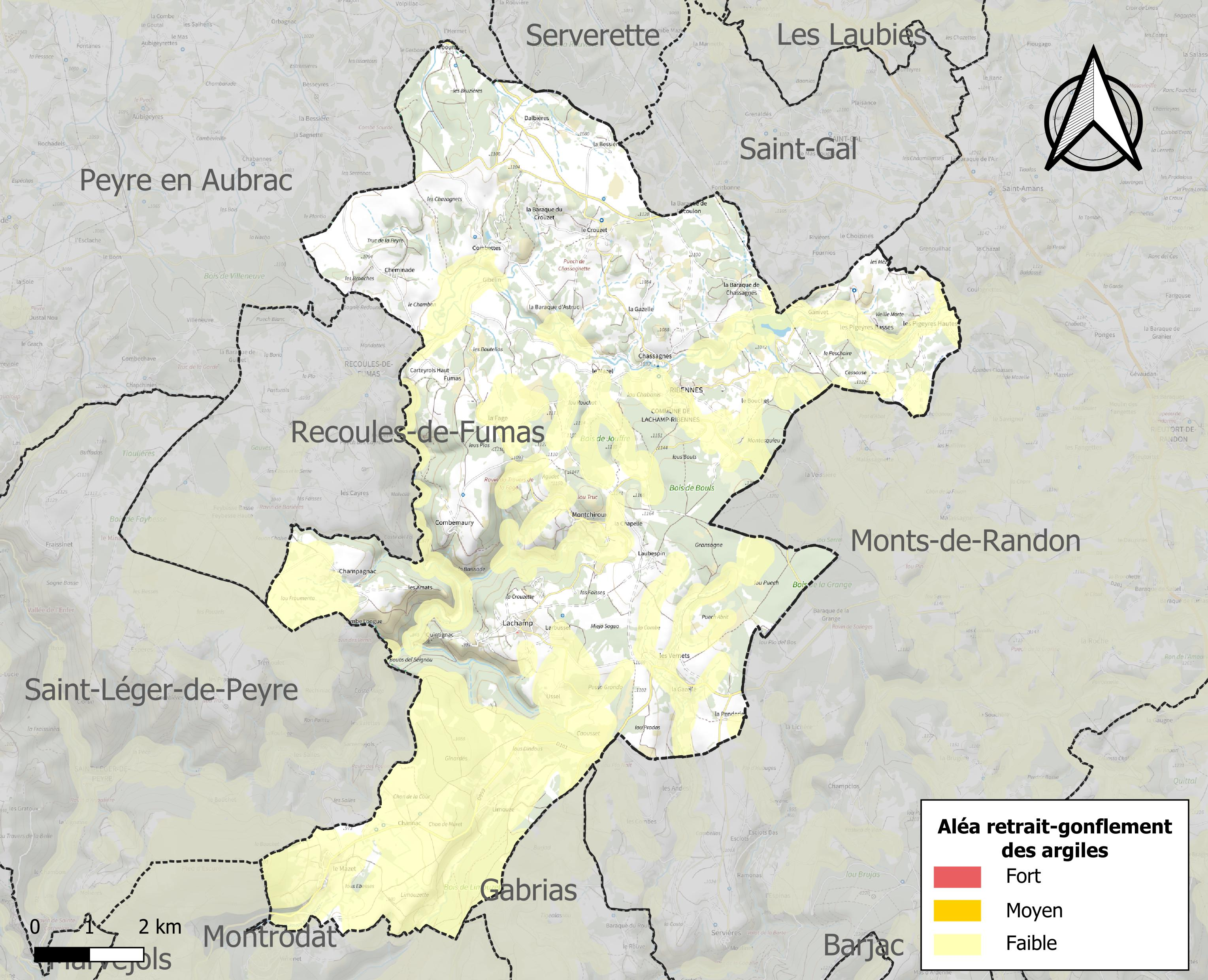
Carte des zones d'aléa retrait-gonflement des sols argileux de Lachamp-Ribennes.

Le retrait-gonflement des sols argileux est susceptible d'engendrer des dommages importants aux bâtiments en cas d’alternance de périodes de sécheresse et de pluie. Aucune partie du territoire de la commune n'est en aléa moyen ou fort (15,8 % au niveau départemental et 48,5 % au niveau national). Sur les 313 bâtiments dénombrés sur la commune en 2019,  aucun n'est en aléa moyen ou fort, à comparer aux 14 % au niveau départemental et 54 % au niveau national. Une cartographie de l'exposition du territoire national au retrait gonflement des sols argileux est disponible sur le site du BRGM,.
Par ailleurs, afin de mieux appréhender le risque d’affaissement de terrain, l'inventaire national des cavités souterraines permet de localiser celles situées sur la commune.

#### Risques technologiques
La commune est en outre située en aval du barrage du Charpal, un ouvrage de classe B. À ce titre elle est susceptible d’être touchée par l’onde de submersion consécutive à la rupture d'un de ces ouvrages.

#### Risque particulier
Dans plusieurs parties du territoire national, le radon, accumulé dans certains logements ou autres locaux, peut constituer une source significative d’exposition de la population aux rayonnements ionisants. Certaines communes du département sont concernées par le risque radon à un niveau plus ou moins élevé. Selon la classification de 2018, la commune de Lachamp-Ribennes est classée en zone 3, à savoir zone à potentiel radon significatif.

## Toponymie
Il réunit les noms des deux communes fondatrices.

## Histoire
La commune est créée au 1er janvier 2019 par un arrêté préfectoral du 28 septembre 2018. Son chef-lieu est fixé à la mairie de Ribennes.

## Politique et administration

### Liste des maires
| Période      | Période  | Identité          | Étiquette | Qualité |
| ------------ | -------- | ----------------- | --------- | ------- |
| janvier 2019 | 2020     | Jacques Boulagnon |           |         |
| 2020         | En cours | Nathalie Bonnal   |           |         |

### Communes déléguées
| Nom              | Code Insee | Intercommunalité      | Superficie (km2) | Population (dernière pop. légale) | Densité (hab./km2) |
| ---------------- | ---------- | --------------------- | ---------------- | --------------------------------- | ------------------ |
| Ribennes (siège) | 48126      | CC Randon - Margeride | 24,97            | 169 (2016)                        | 6,8                |
| Lachamp          | 48078      | CC Randon - Margeride | 25,89            | 171 (2016)                        | 6,6                |

## Population et société

### Démographie
L'évolution du nombre d'habitants est connue à travers les recensements de la population effectués dans la commune depuis 2016. Pour les communes de moins de 10 000 habitants, une enquête de recensement portant sur toute la population est réalisée tous les cinq ans, les populations de référence des années intermédiaires étant quant à elles estimées par interpolation ou extrapolation. Pour la commune, le premier recensement exhaustif entrant dans le cadre du nouveau dispositif a été réalisé en 2016.

En 2022, la commune comptait 375 habitants, en évolution de +10,29 % par rapport à 2016 (Lozère : +0,11 %, France hors Mayotte : +2,11 %).
| 2016 | 2021 | 2022 |
| ---- | ---- | ---- |
| 340  | 369  | 375  |

## Économie
Lachamp et Ribennes sont deux localités rurales vivant essentiellement de l'agriculture et de l'élevage.

## Enseignement

### Lachamp
École primaire publique.
Collège de rattachement : collège Marcel Pierrel, à Marvejols.

### Ribennes
Aucun établissement scolaire.
Collège de rattachement : collège Marcel Pierrel, à Marvejols.

## Culture locale et patrimoine

### Lieux et monuments
- Église de la Nativité-de-la-Sainte-Vierge de Lachamp.
- Église Saint-Saturnin de Ribennes.
- Chapelle du château de Combettes.